# Unicorn Table
Unicorn Table é uma banda criada em 2001 pela cantora pop japonesa Salia e o compositor e guitarrista Shin-Go com uma proposta j-pop. A banda já fez parte de várias trilhas sonoras de animes.
Influenciada pelos layers de instrumentos eletrônicos e batidas que se fundem em ritmos e pegada do rock alternativo. O álbum de estreia do Unicorn Table, "uncountable", foi lançado no Japão e Estados Unidos.
O nome da banda Unicorn Table nasceu da derivação da pronuncia da palavra Uncountable, ideia da vocalista Salia.
Unicorn Table é também conhecido por "Fly Away", música tema do anime Jinki:Extend, da ADV, e "Closer", "Distante Love", "Infinity" e "Amai Yume", canções do anime School Rumble, da FUNimation. O Unicorn Table é produto de dois experientes personagens da cena musical japonesa: Salia e Shin—go. Salia ficou famosa no ramo do pop japonês por cantar temas para os animes Cutie Honey, Vandread e o tokusatsu Hyakujuu Sentai Gaoranger. Também fazia parte do grupo The Funny Stones antes de se tornar uma das integrantes do Unicorn Table.
Shin-go é produtor, compositor e guitarrista, e já participou de trilhas sonoras de animes como Casshern, SoltyRei e Pumpkin Scissors. O álbum "uncountable" do Unicorn Table foi recentemente lançado também nos Estados Unidos pela TenBu Productions.
O Unicorn Table já participou de vários festivais no Japão, Tora-Con, em Rochester nos Estados Unidos e também no Festival de Anime de Nova York.
Em 2010, eles participaram do SANA, em Fortaleza.

## Discografia

### Singles
- JINKI AOBAN (Lançado em 22 de dezembro de 2004)

1. Sora ソラ - Letra: Salia; música: Shin-Go e Salia; arranjos: unicorn table
2. To Be Free - Letra: Salia; música: Shin-Go e Salia; arranjos: unicorn table
3. Sora ソラ (OFF VOCAL VERSION) - Letra: Salia; música: Shin-Go e Salia; arranjos: unicorn table
4. To Be Free (OFF VOCAL VERSION) - Letra: Salia; música: Shin-Go e Salia; arranjos: unicorn table

- Fly Away (Lançado em 26 de janeiro de 2005)

1. Fly Away - (Tema de abertura do anime "Jinki:Extend") Letra: Salia; música e arranjos: unicorn table
2. EARTH - Letra e música: Salia; arranjos: unicorn table
3. Fly Away (Off Vocal Version)
4. EARTH (Off Vocal Version)

### Álbuns
- 2005 - uncountable (Lançado em abril de 2005)[1]

1. TO BE FREE (Anime: "Jinki:Extend") - Letras: Salia; arranjos: unicorn table
2. Closer (Anime: "School Rumble") - Letras: Salia; música: shin-go; arranjos: unicorn table
3. FLY AWAY (Album Version)
4. Distant Love (Anime: "School Rumble") - Letras e música: Salia; arranjos: unicorn table
5. Amai Yume (Anime: "School Rumble") - Letras e música: Salia; arranjos: unicorn table
6. Infinity (Anime: "School Rumble") - Letras; Salia; música: shin-go; arranjos： unicorn table
7. TV babies - Letras: Salia; música e arranjos; unicorn table
8. EARTH
9. RAIN - Letras; Salia; música e arranjos; unicorn table
10. Sora ソラ (Anime: "School Rumble") - Letras: Salia; música e arranjos: unicorn table

### Participações especiais em outros projetos
- Faixa 1: Shine Forever e faixa 2: Issho da ne - ambos fazem parte do álbum "Tamagoro Mix" do TAMAGO
- Faixa 1. Letra, Música e Arranjos da música Smile da cantora Ryoko Shiraishi no álbum "R".